# Hipóteses rejeitadas sobre a origem da AIDS
Diversas teorias marginais surgiram para especular sobre supostas origens alternativas para o vírus da imunodeficiência humana (HIV) e a síndrome da imunodeficiência adquirida (AIDS), com alegações que vão desde a exposição acidental até supostos atos intencionais. Diversos inquéritos e investigações foram realizados como resultado, e cada uma dessas teorias foi consequentemente considerada baseada em informações infundadas e/ou falsas. Foi demonstrado que o HIV evoluiu a partir ou está intimamente relacionado ao vírus da imunodeficiência dos símios (SIV) na África Ocidental Central em algum momento do início do século XX. O HIV foi descoberto na década de 1980 pelo cientista francês Luc Montagnier. Antes da década de 1980, o HIV era uma doença mortal desconhecida.

## Teorias desacreditadas

### Teoria da vacinação contra a varíola
Em 1987, houve alguma consideração quanto à possibilidade de que "a epidemia de AIDS possa ter sido desencadeada pela campanha de vacinação em massa que erradicou a varíola". Um artigo publicado no The Times sugeriu isso, atribuindo a um "assessor da OMS" não identificado a citação: "I believe the smallpox vaccine theory is the explanation to the explosion of AIDS". Atualmente, pensa-se que a vacina contra a varíola cause complicações graves para pessoas que já têm sistemas imunológicos comprometidos, e o artigo do The Times descreveu o caso de um recruta militar com "HIV dormente" que morreu alguns meses após recebê-la. Porém, não foi fornecida nenhuma citação sobre pessoas que não apresentavam HIV previamente. Atualmente, várias publicações profissionais descrevem o HIV como uma contraindicação para a vacina contra a varíola — tanto para a pessoa infectada quanto para seus parceiros sexuais e membros do mesmo domicílio. Alguns teóricos da conspiração propõem uma hipótese ampliada na qual a vacina contra a varíola teria sido deliberadamente contaminada com HIV.
Em contraste, um artigo de pesquisa publicado em 2010 sugeriu que pode ter sido a erradicação efetiva da varíola e o subsequente "fim" da campanha de vacinação em massa que contribuiu para o surgimento repentino do HIV. A teoria consistia na possibilidade de que a imunização contra a varíola "poderia desempenhar um papel em fornecer a um indivíduo algum grau de proteção contra a infecção subsequente pelo HIV e/ou a progressão da doença." Independentemente dos efeitos da própria vacina contra a varíola, seu uso prático na África é uma das categorias de injeções não estéreis que podem ter contribuído para a disseminação e mutação dos vírus da imunodeficiência.

### Teoria da vacina contra a hepatite B (HBV)
O dermatologista Alan Cantwell, em livros autopublicados intitulados AIDS e os Médicos da Morte: Uma Investigação sobre a Origem da Epidemia de AIDS (1988) e Sangue Estranho: A Conspiração Secreta do Genocídio da AIDS (1993), afirmou que o HIV é um organismo geneticamente modificado desenvolvido por cientistas do Governo dos EUA. O vírus foi então introduzido na população por meio de experimentos com hepatite B (através da vacina contra a hepatite B) realizados em homens gays e bissexuais entre 1978 e 1981 em grandes cidades dos EUA. Cantwell afirma que esses experimentos foram dirigidos por Wolf Szmuness, e que houve um encobrimento governamental contínuo das origens da epidemia de AIDS. Teorias semelhantes foram defendidas por Robert B. Strecker, Matilde Krim e Milton William Cooper.

### Teoria da vacina oral contra a poliomielite (OPV)
Na versão de 1999 de sua hipótese da OPV na AIDS, Edward Hooper propôs que os primeiros lotes da vacina oral contra a poliomielite (OPV), cultivados em culturas de células renais de chimpanzé, infectados com um vírus de chimpanzé, foram a fonte original do HIV-1 na África Central. Um frasco do lote mais fortemente implicado por Hooper foi encontrado em armazenamento no Reino Unido, e a análise não encontrou sequências de HIV/SIV ou componentes celulares de chimpanzé, mas identificou vestígios de mitocôndrias de macaco. A análise de cinco amostras de OPV armazenadas no Instituto Wistar, incluindo uma de um lote utilizado no Congo Belga entre 1958 e 1960, não detectou DNA de chimpanzé. Outros estudos de biologia molecular e filogenia também contradizem a hipótese, e o consenso científico considera-a refutada. Um artigo de 2004 na revista Nature descreveu a hipótese como "refutada".

### Teorias adicionais
Essas teorias geralmente atribuem a origem do HIV ao governo dos EUA ou a seus contratados:

#### Criado em Fort Detrick
Jakob Segal (1911–1995), professor na Universidade Humboldt na então Alemanha Oriental, propôs que o HIV foi engenhado em um laboratório militar dos EUA em Fort Detrick, por meio da junção de dois outros vírus, Visna e HTLV-1. De acordo com sua teoria, o novo vírus, criado entre 1977 e 1978, foi testado em presos que se voluntariaram para o experimento em troca de liberdade antecipada. Ele sugeriu ainda que foi através desses prisioneiros que o vírus se espalhou para a população em geral.
No final da Guerra Fria, ex-agentes da KGB Vasili Mitrokhin e Oleg Gordievsky revelaram independentemente que a hipótese de Fort Detrick era uma operação de propaganda idealizada pela Primeira Diretoria Chefe da KGB, com o codinome "Operação Denver". Essa revelação foi posteriormente corroborada pelo oficial Günther Bohnensack, da seção X da Diretoria Principal de Reconhecimento da Alemanha Oriental. Sabe-se que Segal mantinha contato próximo com oficiais russos da KGB, e Mitrokhin o mencionou como um ativo central da operação.

#### Conspiração para diminuir a população
Em Behold a Pale Horse (1991), o locutor de rádio e autor Milton William Cooper (1943–2001) propôs que a AIDS era o resultado de uma conspiração para diminuir as populações de negros, hispânicos e homossexuais.

## Prevalência de crenças conspiratórias
De acordo com Phil Wilson, diretor executivo do Black AIDS Institute em Los Angeles, teorias conspiratórias estão se tornando um obstáculo para a prevenção da AIDS, pois as pessoas passam a acreditar que, independentemente das medidas que tomem, ainda podem estar propensas a contrair essa doença. Um estudo de 2005 sugere que isso as torna menos cautelosas ao se envolverem em práticas que as colocam em risco, por acreditarem que não há razão para se precaver. "Quase metade dos 500 afro-americanos entrevistados disse que o HIV é fabricado pelo homem. Mais de um quarto afirmou acreditar que a AIDS foi produzida em um laboratório governamental, e 12% acreditavam que ela foi criada e disseminada pela CIA ... Ao mesmo tempo, 75% disseram acreditar que as agências médicas e de saúde pública estão trabalhando para impedir a disseminação da AIDS nas comunidades negras."

## Apoiadores proeminentes das teorias desacreditadas

### Nação do Islã
A Nação do Islã defende a visão de que governos e companhias farmacêuticas têm perseguido políticas racistas genocidas, incluindo a criação e disseminação do HIV. Consequentemente, o grupo convocou um boicote aos programas de vacinação patrocinados pelos EUA para crianças. Leonard Horowitz foi citado como influente na decisão de boicote.

### Wangari Maathai
A laureada com o Prêmio Nobel da Paz de 2004 e ativista ambiental Wangari Maathai foi questionada por um entrevistador da revista Time se ela sustentava uma alegação anterior de que "a AIDS é uma arma biológica fabricada pelo mundo desenvolvido para eliminar a raça negra". Maathai respondeu: "Não faço ideia de quem criou a AIDS e se ela é um agente biológico ou não. Mas eu sei que coisas assim não vêm da lua. ... Acho que há alguma verdade que não deve ser demasiadamente exposta." Subsequentemente, Maathai emitiu uma declaração por escrito em dezembro de 2004: "Nem afirmo nem acredito que o vírus tenha sido desenvolvido por pessoas brancas ou poderes brancos com o intuito de destruir o povo africano. Tais visões são perversas e destrutivas."

### Manto Tshabalala-Msimang
Em 2000, o Ministro da Saúde da África do Sul, Manto Tshabalala-Msimang, recebeu críticas por distribuir o capítulo do livro de Cooper que discute essa teoria para altos funcionários do governo sul-africano. Nicoli Nattrass, uma crítica de longa data dos negacionistas da AIDS, censurou Tshabalala-Msimang por conferir legitimidade às teorias de Cooper e disseminá-las na África.